# پارک ملی آنگاممدیلا
پارک ملی آنگاممدیلا (به لاتین: Angammedilla National Park) یک پارک ملی در سری‌لانکا است که در استان شمال مرکزی، سری‌لانکا واقع شده‌است.